# Midway South
Midway South és una concentració de població designada pel cens dels Estats Units a l'estat de Texas. Segons el cens del 2000 tenia 1.711 habitants.

## Demografia
Segons el cens del 2000, Midway South tenia 1.711 habitants, 419 habitatges, i 372 famílies. La densitat de població era de 532,8 habitants/km².
Dels 419 habitatges en un 59,2% hi vivien nens de menys de 18 anys, en un 62,8% hi vivien parelles casades, en un 19,8% dones solteres, i en un 11% no eren unitats familiars. En el 8,4% dels habitatges hi vivien persones soles el 3,6% de les quals corresponia a persones de 65 anys o més que vivien soles. El nombre mitjà de persones vivint en cada habitatge era de 4,07 i el nombre mitjà de persones que vivien en cada família era de 4,32.
Per edats la població es repartia de la següent manera: un 41,4% tenia menys de 18 anys, un 13,3% entre 18 i 24, un 25,9% entre 25 i 44, un 13,6% de 45 a 60 i un 5,8% 65 anys o més.
L'edat mediana era de 23 anys. Per cada 100 dones de 18 o més anys hi havia 98 homes.
La renda mediana per habitatge era de 18.657 $ i la renda mediana per família de 19.352 $. Els homes tenien una renda mediana de 12.321 $ mentre que les dones 15.966 $. La renda per capita de la població era de 6.591 $. Aproximadament el 43,6% de les famílies i el 50,3% de la població estaven per davall del llindar de pobresa.

## Poblacions més properes
El següent diagrama mostra les poblacions més properes.